# Première circonscription de Saint-Quentin (1875-1885)
Pour les articles homonymes, voir Première circonscription de Saint-Quentin.
La première circonscription de Saint-Quentin est une ancienne circonscription législative de l'Aisne sous la Troisième République de 1875 à 1885.

## Description géographique et démographique
La 1re circonscription de Saint-Quentin regroupe le chef-lieu de l'arrondissement, Moÿ et Ribemont. Elle était l'une des 8 circonscriptions législatives du département de l'Aisne.
Elle regroupait les divisions administratives suivantes : le canton de Moÿ, le canton de Saint-Quentin et le canton de Ribemont.
La 16 juin 1885 supprime la circonscription avec la disparition du scrutin uninominal à deux tours par arrondissement pour l'introduction du scrutin de liste à deux tours dans le cadre du département.
Après l'introduction de ce nouveau système pour les élections législatives de 1885, celui-ci disparaît pour élections suivantes de 1889 avec le rétablissement du scrutin uninominal à deux tours. La circonscription est recrée dans les mêmes limites par la loi du 13 février 1889.

## Historique des députations
| Législature      | Début           | Fin             | Député        | Parti / Idéologie | Parti / Idéologie | Observation                                                   |
| ---------------- | --------------- | --------------- | ------------- | ----------------- | ----------------- | ------------------------------------------------------------- |
| Ire législature  | 8 mars 1876     | 25 juin 1877    | Henri Villain |                   | Républicain       | Raffineur et ancien conseiller général du Catelet (1848-1852) |
| IIe législature  | 7 novembre 1877 | 27 octobre 1881 | Henri Villain |                   | Républicain       | Raffineur et ancien conseiller général du Catelet (1848-1852) |
| IIIe législature | 28 octobre 1881 | 9 novembre 1885 | Henri Villain |                   | Républicain       | Raffineur et ancien conseiller général du Catelet (1848-1852) |

## Historique des résultats

### Élections de 1876
Les élections législatives françaises de 1876 ont eu lieu le 20 février et le 5 mars 1876.
|                | Henri Villain  | Gauche républicaine | 9 523  | 100,00 |  |  |
|                |                |                     |        |        |  |  |
| Inscrits       | Inscrits       | Inscrits            | 16 005 | 100,00 |  |  |
| Abstentions    | Abstentions    | Abstentions         | 5 023  | 31,38  |  |  |
| Votants        | Votants        | Votants             | 10 982 | 68,62  |  |  |
| Blancs et nuls | Blancs et nuls | Blancs et nuls      | 1 459  | 13,29  |  |  |
| Exprimés       | Exprimés       | Exprimés            | 9 523  | 86,71  |  |  |

### Élections de 1877
Les élections législatives françaises de 1877 ont eu lieu le 14 et 28 octobre 1877.
|                  | Henri Villain* | Gauche républicaine | 10 144 | 79,08  |  |  |
|                  | M. Blain       | Conservateur        | 2 683  | 20,92  |  |  |
|                  |                |                     |        |        |  |  |
| Inscrits         | Inscrits       | Inscrits            | 16 176 | 100,00 |  |  |
| Abstentions      | Abstentions    | Abstentions         | 3 023  | 18,69  |  |  |
| Votants          | Votants        | Votants             | 13 153 | 81,31  |  |  |
| Blancs et nuls   | Blancs et nuls | Blancs et nuls      | 326    | 2,48   |  |  |
| Exprimés         | Exprimés       | Exprimés            | 12 827 | 97,52  |  |  |
| * député sortant |                |                     |        |        |  |  |

### Élections de 1881
Les élections législatives françaises de 1881 ont eu lieu les 21 août et 4 septembre 1881.
|                  | Henri Villain*     | Union républicaine | 7 799  | 75,16  |  |  |
|                  | Arthur Monnanteuil | Socialiste         | 2 578  | 24,84  |  |  |
|                  |                    |                    |        |        |  |  |
| Inscrits         | Inscrits           | Inscrits           | 17 891 | 100,00 |  |  |
| Abstentions      | Abstentions        | Abstentions        | 6 594  | 36,86  |  |  |
| Votants          | Votants            | Votants            | 11 297 | 63,14  |  |  |
| Blancs et nuls   | Blancs et nuls     | Blancs et nuls     | 920    | 8,14   |  |  |
| Exprimés         | Exprimés           | Exprimés           | 10 377 | 91,86  |  |  |
| * député sortant |                    |                    |        |        |  |  |